# ビル・レインビア
ビル・レインビア（Bill Laimbeer）ことウィリアム・レインビア・ジュニア（William Laimbeer Jr., 1957年5月19日 - ）は、アメリカ合衆国・マサチューセッツ州ボストン出身の元プロバスケットボール選手、元指導者。選手時代には主にNBAのデトロイト・ピストンズでセンターとして活躍し、同チームが2連覇した時期の主力だった。オールスターには4度選出。乱暴なプレーを厭わない悪役選手として有名だった。引退後はWNBAのデトロイト・ショック監督に就任し、2003年、2006年、2008年に同チームをリーグ制覇に導いた。

## 少年時代とプロ入り以前
ビル・レインビアは、有名な容器メーカーであるオーエンス・イリノイの役員を務める父のもとに生まれ、少年時代をシカゴで過ごした。その頃からバスケットボールに親しんでいた彼は高校時代をカリフォルニア州で過ごし、卒業後はノートルダム大学に進んだ。
大学1年生の折りには学業不振のために短大で単位を取得しなければならなかった。したがって1年生時にはバスケットボールのチームではプレーせず、2年生からの3年間で計69試合に出場し、平均得点7.4、平均リバウンド6.9の記録を残した。
大学卒業時にはクリーブランド・キャバリアーズに3巡目65位でドラフトされたが、契約が遅れたためにレインビアはイタリアに渡り、セリエAのピンティ・イノックス・ブレシャでプレーした。イタリアでの1年間で、平均得点21.1、平均リバウンド数12.5と優秀な成績を収めた。

## NBA時代

### キャリア概観
レインビアは1980年にアメリカに戻り、キャバリアーズに加わった。父が大企業の重役であったため、父親よりも収入が低い唯一のNBA選手とからかわれる原因になった。新人のシーズンは平均得点9.8、平均リバウンド8.6とまずまずの成績を残した。2年目のシーズン途中でデトロイト・ピストンズにトレードされ、これがレインビアの選手生活の転機となった。
デトロイトに移った翌年の1982-83シーズン、レインビアの得点は13.6、リバウンドは12.1とともに二桁に乗せ、このシーズンは初めてオールスター戦に出場した。翌シーズン以降も個人成績は安定し、3年連続でオールスターに選出された。
レインビア移籍当初のピストンズは勝率5割に満たないチームだったが、1981-82シーズンにはアイザイア・トーマスが入団しており、1983年からはチャック・デイリー監督が指揮を執った。デイリーを迎えてからのピストンズは勝率5割を越えるチームになり、以降少しずつ強豪へと成長していくことになった。
1980年代半ばになると、レインビアはリーグを代表するセンターの一人になっていた。1984年にはリバウンド総数でリーグ首位、1986年にはリバウンド総数と平均でリーグ首位になった。
この時期のピストンズはジョー・デュマースやジョン・サリー、デニス・ロッドマンを加えていた。デイリー監督の指導により強力なディフェンスを敷きしばしば乱暴なプレーを行うチームは「バッド・ボーイズ」としてリーグで恐れられ、忌み嫌われるようになっていた。中でもレインビアは最も卑劣な選手と認識されるようになり、公然と彼を非難するチームや選手は多かった。
80年代を通してピストンズの宿敵だったボストン・セルティックスを1988年のプレイオフでついに退け、チームはNBAファイナルに進出。この年はロサンゼルス・レイカーズに敗れたが、翌年もNBAファイナルに進み、ピストンズは優勝を果たした。その次の1990年にもみたびファイナルに進出し、ポートランド・トレイルブレイザーズを破ってピストンズは2連覇を成し遂げた。この時期にもレインビアは、トーマスやデュマースと並んでチームの中心メンバーだった。
翌年は同じ地区のライバルだったシカゴ・ブルズに敗退してピストンズの連覇は途切れ、チーム成績は振るわなくなった。この頃30代半ばになっていたレインビアの個人成績も低下していき、1993-94シーズンが始まってひと月余り経った頃、レインビアは突然引退を表明した。
レインビアの選手生活は14年に渡り、生涯通算得点は13,790、生涯通算リバウンド数は10,400本。この二つのカテゴリで10,000を越えた選手はNBA史上20人余りしかいない。またピストンズ時代に残したリバウンド数9,430本はチーム記録である。1995年にピストンズはレインビアの背番号40を永久欠番にした。

## プレースタイルと人物
レインビアは運動能力に恵まれた選手ではなく、「ジャンプできない白人」の代表のようにからかわれることがあった。しかし状況判断の良さとポジション取りのうまさでリーグ有数のリバウンドの名手だった。
チームメイトとの連携もうまく、しばしばアイザイア・トーマスやジョー・デュマースなどチームの主力が得点する場面を作った。またレインビアは当時のアメリカには珍しく、長距離のシュートがうまい長身の選手でもあった。ピストンズが連覇した頃にはスリーポイントシュートの成功率が3割台半ばに達した。
レインビアがしかける強引なディフェンスが問題を引き起こすことも多かった。ファウルの笛が鳴った後にさらに一撃を加え、相手選手を床に叩きのめすこともしばしばだった。レインビアがディフェンスの最中に選手の急所を掴んで痛めつける様を写真に撮り、証拠としてリーグに提出するチームもあった。他の選手やマスコミは、レインビアは運動能力の不足を補うため勝つためには手段を選ばないと評した。
乱暴なプレーが乱闘につながることもあった。試合中にレインビアと乱闘行為を行った選手には、ラリー・バードやロバート・パリッシュ、チャールズ・バークレー、アロンゾ・モーニングなどスター選手も多かった。
一方で、レインビアが他人に嫌われることを気に留める様子はなかった。レインビアにサインを求める子供たちや歌手は恫喝とともに追い払われた。同様の敵意を記者たちに見せることもよくあった。
レインビアはバスケットボールへの愛情をほとんど見せない選手だった。身の回りの人々にはしばしば愚痴をこぼし、彼が真剣に練習に取り組まないことは監督にとっても周知のことだった。練習が終わると最初に帰るのはレインビアだった。しかしアイザイア・トーマスと同様に勝ちへの執着心は強く、二人の選手はピストンズ連覇の原動力としてチームの中心であり続けた。

## NBA以後
引退後のレインビアは父とともに段ボールメーカー、レインビア・パッケージング社をミシガン州に立ち上げた。この会社の経営状況は次第に悪化していき、21世紀に入って間もなく営業を停止した。
会社が閉鎖した同じ年の2002年、デトロイトで有名人だったレインビアはWNBAのチーム、デトロイト・ショックに招聘され、監督陣への助言や営業面でチームを補佐する役職に就いた。シーズンが始まるとショックは0勝10敗と苦戦し、レインビアが監督に任命された。レインビア指揮下のショックはそこから8勝7敗と持ち直した。

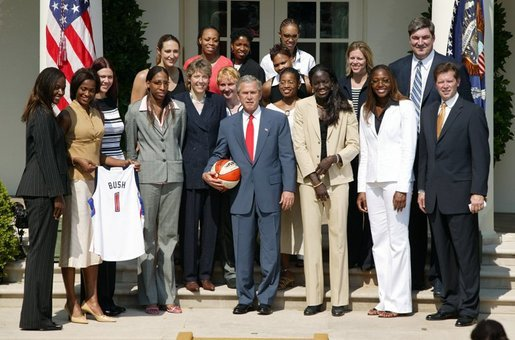
2003年にWNBAを制してホワイトハウスに招かれ、ブッシュ大統領を囲んで記念撮影をするデトロイト・ショック。前から2列目、いちばん右がレインビア。撮影は2004年

翌シーズン、レインビアは選手人事でもチームにてこ入れを行い、チームの躍進に貢献した。レインビアが獲得したシェリル・フォードは新人王を受賞した。ショックの勝ち数は前シーズンより16勝上乗せした25勝9敗で、この年のリーグ最高勝率だった。レインビアは最優秀監督賞を受賞した。ショックはプレイオフを勝ち進み、決勝ではロサンゼルス・スパークスを相手に2勝1敗で優勝を果たした。これはチーム史上初めての優勝であり、ロサンゼルス・スパークスとヒューストン・コメッツ以外のチームが優勝した初めての例となった。
翌2004年には17勝17敗と勝率タイに終わり、プレイオフではニューヨーク・リバティに1勝2敗で1回戦敗退した。2005年には16勝18敗で、プレイオフではコネティカット・サンに0勝2敗で敗れた。2006年にデトロイト・ショックはカンファレンス2位、リーグ3位の23勝11敗の成績、プレイオフでは決勝まで進んでサクラメント・モナークスを3勝2敗で下し、2度目の優勝を果たした。
2013年シーズンからは、ニューヨーク・リバティの監督を務めている。因みに2015年からは、かつてのチームメイトのアイザイア・トーマスが、リバティの球団社長を務めている。
WNBAのシーズンオフには、レインビアはデトロイト・ピストンズの試合の放送で解説を務めている。

## 個人成績

### NBA

#### レギュラーシーズン
| シーズン     | チーム       | GP    | GS  | MPG  | FG%  | 3P%  | FT%  | RPG   | APG | SPG | BPG | PPG  |
| ------------ | ------------ | ----- | --- | ---- | ---- | ---- | ---- | ----- | --- | --- | --- | ---- |
| 1980–81      | CLE          | 81    | —   | 30.4 | .503 | ---  | .765 | 8.6   | 2.7 | .7  | 1.0 | 9.8  |
| 1981–82      | CLE          | 50    | 4   | 17.9 | .470 | .500 | .775 | 5.5   | .9  | .4  | .6  | 6.7  |
| 1981–82      | DET          | 30    | 30  | 31.2 | .516 | .143 | .813 | 11.3  | 1.8 | .6  | 1.1 | 12.8 |
| 1982–83      | DET          | 82    | 82  | 35.0 | .497 | .154 | .790 | 12.1  | 3.2 | .6  | 1.4 | 13.6 |
| 1983–84      | DET          | 82    | 82  | 34.9 | .530 | .000 | .866 | 12.2  | 1.8 | .6  | 1.0 | 17.3 |
| 1984–85      | DET          | 82    | 82  | 35.3 | .506 | .222 | .797 | 12.4  | 1.9 | .8  | .9  | 17.5 |
| 1985–86      | DET          | 82    | 82  | 35.3 | .492 | .286 | .834 | 13.1* | 1.8 | .7  | .8  | 16.6 |
| 1986–87      | DET          | 82    | 82  | 34.8 | .501 | .286 | .894 | 11.6  | 1.8 | .9  | .8  | 15.4 |
| 1987–88      | DET          | 82    | 82  | 35.3 | .493 | .333 | .874 | 10.1  | 2.4 | .8  | 1.0 | 13.5 |
| 1988–89†     | DET          | 81    | 81  | 32.6 | .499 | .349 | .840 | 9.6   | 2.2 | .6  | 1.2 | 13.7 |
| 1989–90†     | DET          | 81    | 81  | 33.0 | .484 | .361 | .854 | 9.6   | 2.1 | .7  | 1.0 | 12.1 |
| 1990–91      | DET          | 82    | 81  | 32.5 | .478 | .296 | .837 | 9.0   | 1.9 | .5  | .7  | 11.0 |
| 1991–92      | DET          | 81    | 46  | 27.6 | .470 | .376 | .893 | 5.6   | 2.0 | .6  | .7  | 9.7  |
| 1992–93      | DET          | 79    | 41  | 24.5 | .509 | .370 | .894 | 5.3   | 1.6 | .6  | .5  | 8.7  |
| 1993–94      | DET          | 11    | 5   | 22.5 | .522 | .333 | .846 | 5.1   | 1.3 | .5  | .4  | 9.9  |
| 通算         | 通算         | 1,068 | 861 | 31.8 | .498 | .326 | .837 | 9.7   | 2.0 | .7  | .9  | 12.9 |
| オールスター | オールスター | 4     | 0   | 11.3 | .650 | ---  | .667 | 2.8   | .5  | .5  | .5  | 7.0  |

#### プレーオフ
| シーズン | チーム | GP  | GS  | MPG  | FG%  | 3P%   | FT%   | RPG  | APG | SPG | BPG | PPG  |
| -------- | ------ | --- | --- | ---- | ---- | ----- | ----- | ---- | --- | --- | --- | ---- |
| 1984     | DET    | 5   | 0   | 33.0 | .569 | ---   | .900  | 12.4 | 2.4 | .8  | .6  | 15.2 |
| 1985     | DET    | 9   | 9   | 36.1 | .449 | .000  | .706  | 10.7 | 1.7 | .8  | .8  | 14.7 |
| 1986     | DET    | 4   | 4   | 42.0 | .500 | 1.000 | .913  | 14.0 | .3  | .5  | .8  | 22.5 |
| 1987     | DET    | 15  | 15  | 36.2 | .515 | .200  | .625  | 10.4 | 2.5 | 1.0 | .8  | 12.3 |
| 1988     | DET    | 23  | 23  | 33.9 | .456 | .294  | .889  | 9.6  | 1.9 | .8  | .8  | 11.9 |
| 1989†    | DET    | 17  | 17  | 29.2 | .465 | .357  | .806  | 8.2  | 1.8 | .4  | .5  | 10.1 |
| 1990†    | DET    | 20  | 20  | 33.4 | .457 | .349  | .862  | 10.6 | 1.4 | 1.2 | .9  | 11.1 |
| 1991     | DET    | 15  | 15  | 29.7 | .446 | .294  | .871  | 8.1  | 1.3 | .3  | .8  | 10.9 |
| 1992     | DET    | 5   | 4   | 29.0 | .370 | .200  | 1.000 | 6.6  | 1.6 | .8  | .2  | 8.2  |
| 通算     | 通算   | 113 | 107 | 33.1 | .468 | .321  | .819  | 9.7  | 1.7 | .7  | .7  | 12.0 |

## ヘッドコーチ成績

### WNBA
| チーム | シーズン | G   | W   | L   | W–L% | シーズン結果  | PG | PW | PL | PW–L% | 最終結果               |
| ------ | -------- | --- | --- | --- | ---- | ------------- | -- | -- | -- | ----- | ---------------------- |
| DES    | 2002     | 22  | 9   | 13  | .409 | イースタン8位 | —  | —  | —  | —     | プレーオフ不出場       |
| DES    | 2003     | 34  | 25  | 9   | .735 | イースタン1位 | 8  | 6  | 2  | .750  | WNBAチャンピオン       |
| DES    | 2004     | 34  | 17  | 17  | .500 | イースタン3位 | 3  | 1  | 2  | .333  | 1回戦敗退              |
| DES    | 2005     | 34  | 16  | 18  | .471 | イースタン4位 | 2  | 0  | 2  | .000  | 1回戦敗退              |
| DES    | 2006     | 34  | 23  | 11  | .676 | イースタン2位 | 10 | 7  | 3  | .700  | WNBAチャンピオン       |
| DES    | 2007     | 34  | 24  | 10  | .706 | イースタン1位 | 11 | 6  | 5  | .545  | WNBAファイナル敗退     |
| DES    | 2008     | 34  | 22  | 12  | .647 | イースタン1位 | 9  | 7  | 2  | .778  | WNBAチャンピオン       |
| DES    | 2009     | 4   | 1   | 3   | .250 | (辞任)        | —  | —  | —  | —     |                        |
| NYL    | 2013     | 34  | 11  | 23  | .324 | イースタン5位 | —  | —  | —  | —     | プレーオフ不出場       |
| NYL    | 2014     | 34  | 15  | 19  | .441 | イースタン5位 | —  | —  | —  | —     | プレーオフ不出場       |
| NYL    | 2015     | 34  | 23  | 11  | .676 | イースタン1位 | 5  | 3  | 2  | .600  | カンファレンス決勝敗退 |
| NYL    | 2016     | 34  | 21  | 13  | .618 | イースタン1位 | 1  | 0  | 1  | .000  | カンファレンス決勝敗退 |
| NYL    | 2017     | 34  | 22  | 12  | .647 | イースタン1位 | 1  | 0  | 1  | .000  | カンファレンス決勝敗退 |
| LVA    | 2018     | 34  | 14  | 20  | .412 | ウェスタン6位 | —  | —  | —  | —     | プレーオフ不出場       |
| LVA    | 2019     | 34  | 21  | 13  | .618 | ウェスタン2位 | 5  | 2  | 3  | .400  | カンファレンス決勝敗退 |
| LVA    | 2020     | 22  | 18  | 4   | .818 | ウェスタン1位 | 8  | 3  | 5  | .375  | WNBAファイナル敗退     |
| LVA    | 2021     | 32  | 24  | 8   | .750 | ウェスタン1位 | 5  | 2  | 3  | .400  | カンファレンス決勝敗退 |
| 通算   | 通算     | 521 | 306 | 215 | .587 |               | 68 | 37 | 31 | .544  |                        |